# 靖远炮台 (甬江口)
29°57′31.798″N 121°44′3.095″E / 29.95883278°N 121.73419306°E
靖远炮台是中国浙江省宁波市北仑区的一处古代炮台。炮台位于金鸡山东北麓的沙湾头，建于清光绪六年（1880年），由三合土筑成，长45米，宽9米，高4.4米，占地面积447.8平方米。原有炮眼5孔，营房5间，设有阿姆斯特郎80磅前膛炮4门，瓦瓦司后膛炮1门。1986年，炮台附近曾出土阿姆斯特郎80磅前膛炮1门。1996年，靖远炮台随其他镇海口海防设施被纳入第四批全国重点文物保护单位镇海口海防遗址。